# جاك القمار
جاك القمار (بالفرنسية: Jacques Gamblin)‏ (و. 1957  م) هو ممثل، وممثل مسرحي، وممثل أفلام، ومخرج مسرحي، ومخرج أفلام، وكاتب سيناريو فرنسي.

## وصلات خارجية
- جاك القمار على موقع IMDb (الإنجليزية)
- جاك القمار على موقع ميتاكريتيك (الإنجليزية)
- جاك القمار على موقع روتن توميتوز (الإنجليزية)
- جاك القمار على موقع ألو سيني (الفرنسية)
- جاك القمار على موقع ميوزك برينز (الإنجليزية)
- جاك القمار على موقع أول موفي (الإنجليزية)
- جاك القمار على موقع قاعدة بيانات الأفلام السويدية (السويدية)
- جاك القمار على موقع قاعدة بيانات الفيلم (الإنجليزية)
- جاك القمار على موقع ليتربوكسد (الإنجليزية)
- جاك القمار على موقع كينوبويسك (الروسية)